# Ganganakote, Honnali
Ganganakote là một làng thuộc tehsil Honnali, huyện Davanagere, bang Karnataka, Ấn Độ.